# Павзаний от Атина
Вижте пояснителната страница за други личности с името Павзаний.
Павзаний (на старогръцки: Παυσανίας, Pausanias) е грък от Древна Атина около 420 г. пр. Хр.
Той е любовник на поета Агатон и герой в Платоновия Symposium.
Около 407 г. пр. Хр. той отива с Агатон в Пела в двора на македонския цар Архелай I.